# Kantorowice (województwo opolskie)
Kantorowice (niem. Kantersdorf) – wieś w Polsce położona w województwie opolskim, w powiecie brzeskim, w gminie Lewin Brzeski.
Do 1954 w granicach Lewina Brzeskiego.

## Zabytki
Do wojewódzkiego rejestru zabytków wpisane są:
- Pałac w Kantorowicach
- zespół folwarczny, z XVIII/XIX w.:
  - spichrz, szachulcowy w sąsiedztwie pałacu
  - stodoła I
  - stodoła II.